# Терпилиці
Терпилиці (рос. Терпилицы) — присілок у Волосовському районі Ленінградської області Російської Федерації.
Населення становить 1362 особи. Належить до муніципального утворення Бегуницьке сільське поселення.

## Історія
Від 1 серпня 1927 року належить до Ленінградської області.

## Населення
| 2007 | 2010  | 2017  |
| ---- | ----- | ----- |
| 1250 | ↗1273 | ↗1362 |